# Çandır
Çandır là một huyện thuộc tỉnh Yozgat, Thổ Nhĩ Kỳ. Huyện có diện tích 99 km² và dân số thời điểm năm 2007 là 5284 người, mật độ 53 người/km².